# Beled
Beled est une ville et une commune du comitat de Győr-Moson-Sopron en Hongrie.

## Personnalités liées à la commune
- Ici naquit szeniczei Bárány György (1682 – 1757), pasteur luthérien.
- Samuel Reichmann (1898–1975), patriarche de la Famille Reichmann